# The House of Fear
The House of Fear é um filme americano de 1945, do gênero aventura dirigido por Roy William Neill. É mais um caso do detetive Sherlock Holmes, da série de cinema com o ator Basil Rathbone interpretando o famoso detetive. Roteiro de Roy Chanslor, baseado na história The Adventures of the Five Orange Pips (br: As Cinco Sementes de Laranja) de Arthur Conan Doyle. Foi o décimo filme da dupla de atores Rathbone-Bruce que interpretou Sherlock Holmes e Doutor Watson.

## Elenco
- Basil Rathbone… Sherlock Holmes
- Nigel Bruce… Doctor John H. Watson
- Aubrey Mather… Bruce Alastair
- Dennis Hoey… Inspector Lestrade
- Paul Cavanagh… Dr. Simon Merrivale
- Holmes Herbert… Alan Cosgrave
- Harry Cording… Captain John Simpson
- Sally Shepherd… Mrs. Monteith
- Gavin Muir… Chalmers
- Florette Hillier… Alison MacGregor
- David Clyde… Alex MacGregor

## Sinopse
Sherlock Holmes e seu inseparável companheiro, o Dr. Watson, são chamados para desvendar os crimes que ocorrem em uma mansão, onde cada vítima é previamente avisada ao receber sementes de laranja.